# Tyngdlyftning vid olympiska sommarspelen 1948
De olympiska tävlingarna i tyngdlyftning 1948 avgjordes mellan den 9 och 11 augusti i London. 120 deltagare från 30 länder tävlade i sex grenar.

## Medaljörer
| Gren                 | Guld                  | Silver                            | Brons                         |
| 56 kg Detaljer...    | Joseph DePietro USA   | Julian Creus Storbritannien       | Richard Tom USA               |
| 60 kg Detaljer...    | Mahmoud Fayad Egypten | Rodney Wilkes Trinidad och Tobago | Jafar Salmasi Iran            |
| 67,5 kg Detaljer...  | Ibrahim Shams Egypten | Attia Hamouda Egypten             | James Halliday Storbritannien |
| 75 kg Detaljer...    | Frank Spellman USA    | Peter George USA                  | Kim Sung-Jip Sydkorea         |
| 82,5 kg Detaljer...  | Stanley Stanczyk USA  | Harold Sakata USA                 | Gösta Magnusson Sverige       |
| +82,5 kg Detaljer... | John Davis USA        | Norbert Schemansky USA            | Abraham Charité Nederländerna |

## Medaljtabell
| Pl.    | Nation              | Guld | Silver | Brons | Totalt |
| ------ | ------------------- | ---- | ------ | ----- | ------ |
| 1      | USA                 | 4    | 3      | 1     | 8      |
| 2      | Egypten             | 2    | 1      | 0     | 2      |
| 3      | Storbritannien      | 0    | 1      | 1     | 2      |
| 4      | Trinidad och Tobago | 0    | 1      | 0     | 1      |
| 5      | Iran                | 0    | 0      | 1     | 1      |
| 5      | Nederländerna       | 0    | 0      | 1     | 1      |
| 5      | Sverige             | 0    | 0      | 1     | 1      |
| 5      | Sydkorea            | 0    | 0      | 1     | 1      |
| Totalt | Totalt              | 6    | 6      | 6     | 18     |